# Brändholm (Lappo, Brändö, Åland)
Brändholm är en ö i Åland (Finland). Den ligger i Skärgårdshavet och i kommunen Brändö i landskapet Åland, i den sydvästra delen av landet. Ön ligger omkring 63 kilometer öster om Mariehamn och omkring 220 kilometer väster om Helsingfors.
Öns area är 12,3 hektar och dess största längd är 0,6 kilometer i sydöst-nordvästlig riktning. Ön höjer sig omkring 15 meter över havsytan.